# 天池県 (太原市)
天池県（てんち-けん）は中華人民共和国山西省にかつて存在した県。現在の太原市婁煩県南部に相当する。唐末から宋代にかけ忻州市に同名の県が存在しているが、別県である。
889年（龍紀元年）、唐朝により設置され、宋代に廃止されている。